# K2-18

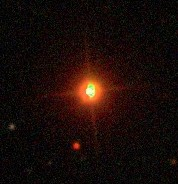
A estrela K2-18, como vista pelo Sloan Digital Sky Survey.

K2-18, também conhecida como EPIC 201912552, é uma estrela anã vermelha localizada a cerca de 111 anos-luz (34 pc de distância a partir da Terra, na constelação Leo. Esta estrela possui um exoplaneta conhecido. Além de ser uma superterra, o planeta está localizado dentro da zona habitável de K2-18.

## Sistema planetário
K2-18 tem pelo menos um exoplaneta confirmado, o K2-18b. O planeta é uma superterra que foi descoberto através do método de trânsito pela sonda espacial Kepler, durante a sua missão estendida K2, Campanha 1.